# Hans Grauert
Hans Grauert (Haren (Ems), 8 de febrero de 1930 - 4 de septiembre de 2011 ) fue un matemático alemán. Fue conocido por sus trabajos sobre múltiples variables complejas, variedades complejas
y la aplicación de la Teoría de haces en este campo, que ha influido sobre trabajos posteriores en Geometría algebraica. 
Junto con Reinhold Remmert estableció y desarrolló la Teoría de espacios complejos. 
En 1958 es nombrado profesor en la Universidad de Gottingen, sucediendo a Carl Ludwig Siegel. Antes que ellos habían ocupado esta plaza otros eminentes matemáticos como Hermann Weyl, David Hilbert, Bernhard Riemann y, antes que ellos, Carl Friedrich Gauss.